# Jinning
Jinning léase Chin-Níng (en chino:晋宁区, pinyin:Jìnníng qū) es un distrito urbano bajo la administración directa de la ciudad-prefectura de Kunming. Se ubica al este de la provincia de Yunnan, sur de la República Popular China. Su área es de 1230 km² y su población total para 2010 fue de más de 200 mil habitantes.

## Administración
Desde abril de 2017 el distrito de Jinning se divide en 8 pueblos que se administran en 2 subdistritos, 4 poblados y 2 villas étnicas .